# Penco
Penco – miasto w Chile, w regionie Biobío, w prowincji Concepción.
Ludność: 46016 mieszkańców (2002). Powierzchnia: 108 km². Miasto założone zostało w 1842 roku.